# アントワネット・シブリー
アントワネット・シブリー（Antoinette Sibley, DBE、1939年2月27日 - ）は、イギリスのバレエダンサーである。1956年にロイヤル・バレエ学校を卒業してロイヤル・バレエ団に入団し、1960年にソリストに昇進した。アンソニー・ダウエルとのパートナーシップは広く賞賛を集めた。1989年にダンサーを引退した後は1991年にロイヤル・アカデミー・オブ・ダンスの総裁に就任、同年にロイヤル・バレエ団の客員コーチとなった他、2000年からロイヤル・バレエ団理事会の会長を務めている。

## 早い時期
ロンドン郊外のブロムリーに、父エドワード・G・シブリーと母ウィンフレッドの娘として生を受ける。アーツ・エデュケーショナル・スクールとロイヤル・バレエ学校で学んだ。初舞台は在学中の1956年1月の『白鳥の湖』の白鳥役であった。同年7月にロイヤル・バレエ団に入団した。
当初は『コッペリア』でスワニルダの友人役や、『眠れる森の美女』の赤ずきん役などの小役を踊っていたが、The Dancing Times 誌のジョアン・ローソンはシブリーのダンスについて「叙情性があり美しく流れるようなライン」と評している。1959年3月21日に、ロイヤル・バレエ団の芸術監督であったニネット・ド・ヴァロアからロイヤル・オペラ・ハウスのマチネ（昼公演）で主役を演じることを許されて、『コッペリア』のスワニルダ役を配役された。同年には、20世紀で最も偉大なバレリーナの1人、タマーラ・カルサヴィナから指導を受ける機会を得ている。カルサヴィナは、シブリーに「バットマン・フラッペから最大の恩恵を得るには、筋肉が素早く反応するように訓練しなければならない。これは、デガジェが鋭く、力強く打つようでなければならないということだ」と語っている。
1959年10月24日には、思わぬ拍子にプリンシパルのマイケル・サムズと組んで『白鳥の湖』のオデット/オディール役を踊ることとなり、これが大きな転機となった。これに続いてアメリカとソ連へのツアーにも参加した。ただし、モスクワ公演でこの公演を観覧したナタリア・ロスラヴレヴァは、The Ballet Anual 誌で「若々しい魅力、優れた技術、魅力的な個性がダンサーの仕事の一部を担っている。偉大なダンサーとなるには、より成熟された作劇のために多くの汗と涙を注ぎ込まなければならないだろう」と評している。

## 主な経歴
シブリーが初めて重要な役柄を演じたのは、いち早くシブリーの才能を認めたアルフレッド・ロドリゲスの振付による1961年の『Jabez and a Devil』であった。1961年12月27日には、ジョン・ギルピンと組んで『眠れる森の美女』で初のオーロラ姫役を演じた。この際のパフォーマンスは賞賛を集め、「彼女のオーロラは、大変に魅惑的で、彼女の世代にとっての彼女は私の世代にとってのフォンテインとなることが約束されている」 と賞された。フレデリック・アシュトンの『The Dream』（1964年）は、シェイクスピアの「夏の夜の夢」をバレエに翻案したもので、シブリーと新進気鋭のアンソニー・ダウエルのために振り付けられた。アシュトンはシブリーにティターニア、ダウエルにオベロンを配役したが、デビッド・ヴォーンは、この作品は「人気と言う点でフォンテインとヌレエフに次ぐ新しいパートナーシップ、シブリーとダウエルの始まりとなったという理由だけでも、現代バレエ史の中に確かな場所を築いた」と書いている。ヴォーンはまた「シブリーの素早さと半ば野生動物のようなの身のこなし、さらにダウエルの絹が如く流れるようなフレージングを真似できるものはいないだろう」とも語っている。
この他、ケネス・マクミラン版『ロメオとジュリエット』は語り草であり、『白鳥の湖』のオデット/オディール役や『眠れる森の美女』のオーロラ姫、『ジゼル』のタイトル・ロールなど主役を演じている。アシュトンの『Symphonic Variations』や『ダフニスとクロエ』、ジェローム・ロビンズの『Dances at a Gathering』や『牧神の午後』も初演している他、ケネス・マクミランは『マノン』のタイトル・ロールをシブリーのために振り付けている（ただし初演の公演はシブリーの故障のためジェニファー・ペニーが演じた）。
初演作品には『Monotones』、『Jazz Calendar』、『Anastasia』、『Triad』、『旅への誘い（L’invitation au voyage）』、『Varii Capricci』、『Fleeting Figures』や『エニグマ変奏曲』がある。メアリー・クラークは、シブリーの引退発表を受けたガーディアン紙の記事で「バレリーナとしての役割は他のダンサーに受け継がれるが、アシュトンの小品の1つは永遠にシブリーのものである。シブリーのように『エニグマ変奏曲』のドラベラの心の奥底にまで踏み込んだ者は、これまでも、これからもいないだろう。白鳥の女王やオーロラ姫、ジゼルは他にいるが、シブリーの踊りを観た者にとって、ドラベラは1人しかいない」と賛辞を贈っている。

## 引退
シブリーは1979年に引退を発表したが慰留された。その後、何ヶ月も怪我に苦しんだ末、1989年に引退した。かつて指導を受けたカルサヴィナからは、「舞台に見放される前に、舞台を去るように」と助言を受けたという。引退後は1991年にロイヤル・アカデミー・オブ・ダンスの総裁に就任した他、同年からロイヤル・バレエ団の客員コーチ、2000年からはロイヤル・バレエ団理事会の会長を務めている。フランシス・ホランド・スクール・スローン・スクウェアにシブリーの名を冠したバレエ・スタジオが設けられており、『眠れる森の美女』や『牧神の午後』、『バレエの情景』で踊るシブリーの写真が飾られている他、シブリーにトリビュートする夜公演も行われている。

## 私生活
1964年にロイヤル・バレエ団のプリンシパルであったマイケル・サムズと結婚したが1973年に離婚している。1974年にロンドンの銀行家リチャード・パントン・コルベットと結婚した。コルベットはシュロップシャーのロングノーに土地を持つジェントリ階級の出身で、コルベット家は1804年に親戚のコルベットの準男爵から不動産を相続するためにプリムリーからコルベットに姓を改めた家柄であった。1男1女を儲けたが、夫は2021年5月17日に83歳で亡くなった。